# Besetzung der Großen Moschee 1979

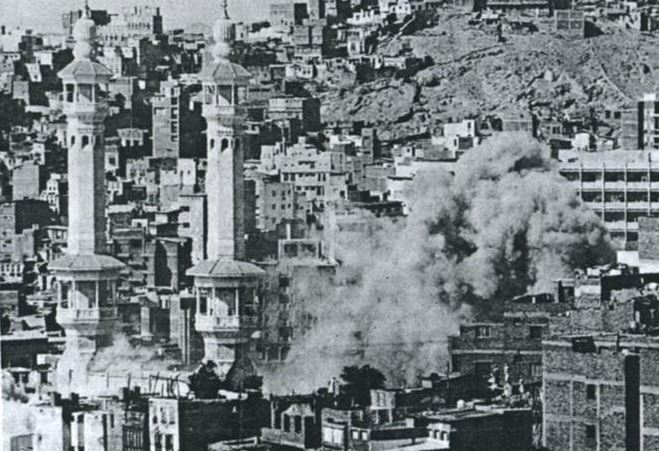
Rauchwolke über der Moschee während der Besetzung

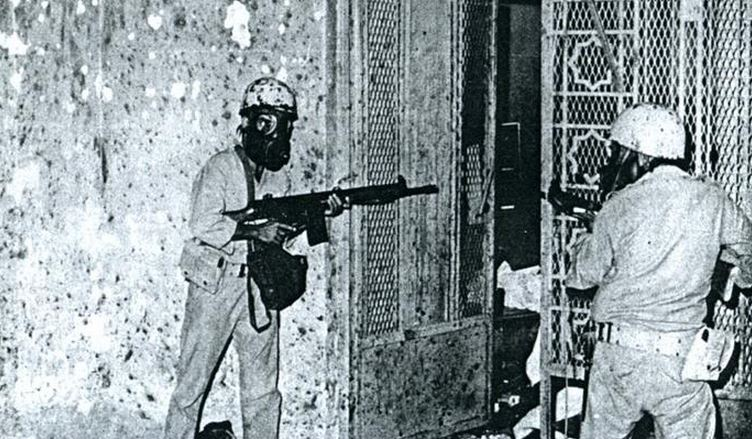
Soldaten bei der Erstürmung der Moschee

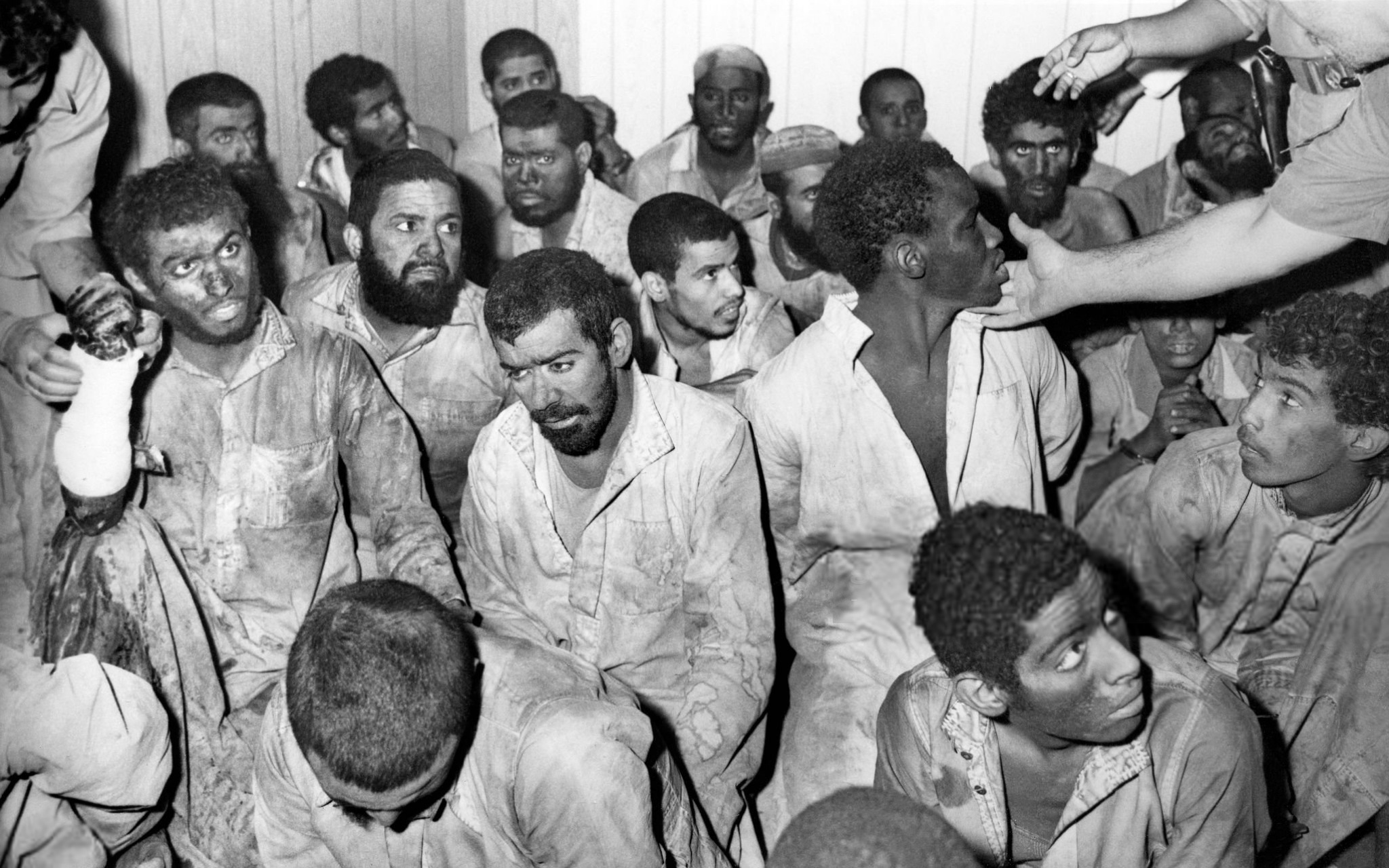
Gefangengenommene Besetzer nach der Erstürmung

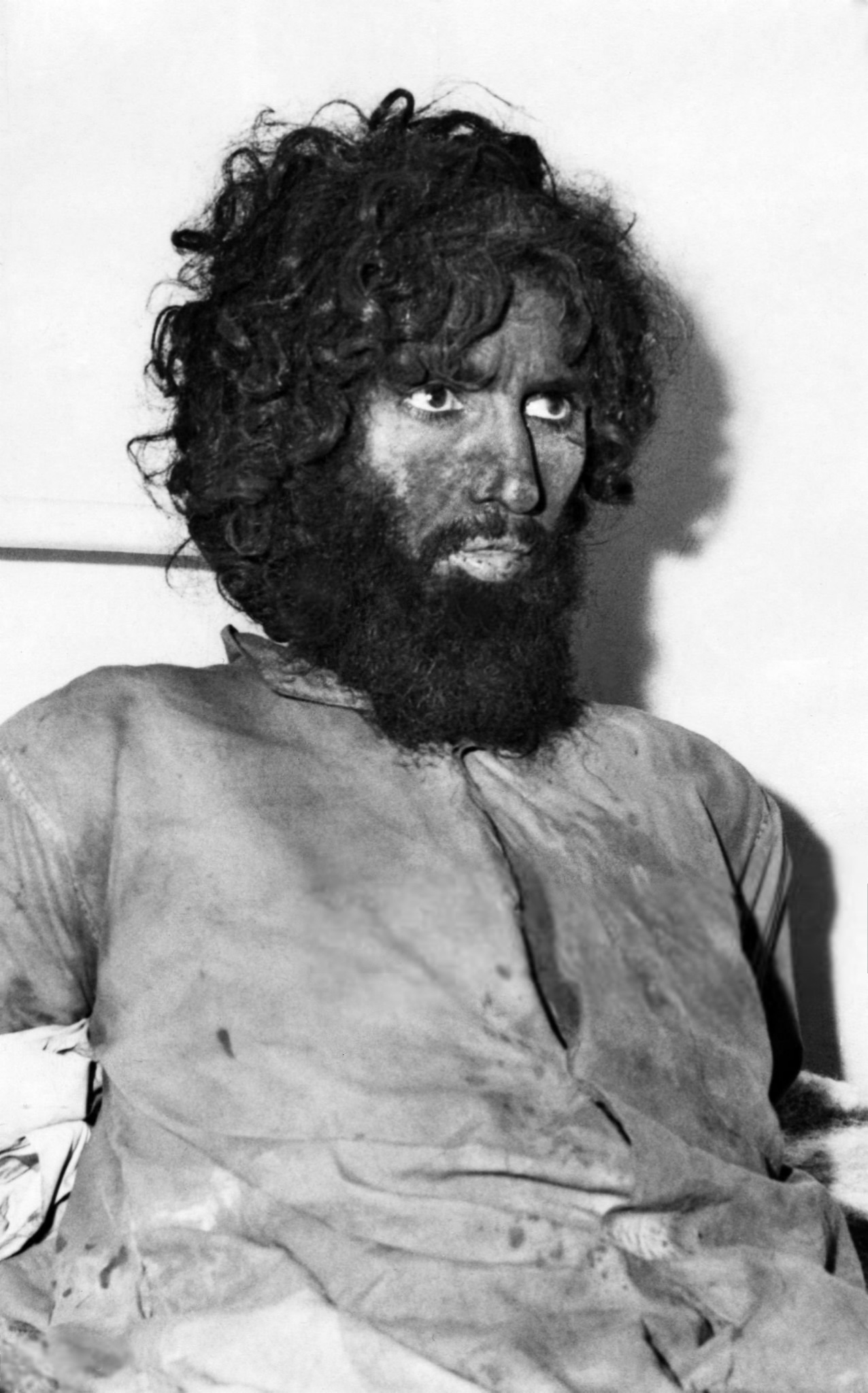
Anführer Dschuhaimān al-ʿUtaibī nach der Erstürmung

Die Besetzung der Großen Moschee vom 20. November bis zum 5. Dezember 1979 war ein Terrorakt, bei dem rund 500 militante Islamisten die Große Moschee von Mekka und viele Pilger in ihre Gewalt brachten und in dessen Verlauf womöglich über 1000 Menschen getötet wurden. Die Aktion unter der Führung von Dschuhaimān al-ʿUtaibī zielte auf den Sturz der Königsdynastie der Saud und auf die Errichtung eines endzeitlichen Gottesstaats. Nach der blutigen Niederschlagung der Aufständischen wurden viele von ihnen hingerichtet. Die Besetzung gilt als ein zentrales Ereignis für die Entstehung und Entwicklung des islamistischen Terrorismus.

## Verlauf
Am Morgen des 20. November 1979, des Neujahrstags des Jahres 1400 nach islamischer Zeitrechnung, stürmte eine bis zu 500 Personen zählende Gruppe schwer bewaffneter radikaler Islamisten aus mehreren arabischen Ländern die Große Moschee in Mekka und nahm tausende versammelte Gläubige als Geiseln. Anführer der Gruppe war Dschuhaimān al-ʿUtaibī, ein fundamentalistischer Prediger. Die von eschatologischen Vorstellungen angetriebenen Aufständischen erklärten, dass das Ende der Welt bevorstehe und der Mahdi in Gestalt von Muhammad ibn Abdullah al-Qahtani gekommen sei. Sie riefen zur Übernahme islamischer Rechtsordnungen in allen muslimischen Ländern, zum Sturz des saudischen Königshauses und zum Abbruch der diplomatischen Beziehungen mit westlichen Ländern auf und verlangten, dass kein Erdöl mehr in die USA geliefert werde. Sie erwarteten, dass ihre Aktion als Initialzündung für einen weltweiten Aufstand der Muslime gegen ihre angeblich unislamischen Regierungen und gegen die Vorherrschaft des Westens wirken würde. Der Angriff auf die Große Moschee sollte vor allem das Prestige des saudischen Königshauses als Hüter der heiligen Stätten des Islams treffen.
König Chalid ließ die Landesgrenzen schließen. Am Nachmittag des 20. November 1979 wurde die Moschee umstellt und die Stromzufuhr unterbrochen. Ein großer Teil der Geiseln wurde nach und nach freigelassen. Die saudische Regierung erwirkte eine Fatwa der obersten Theologen, der Ulema, die die Anwendung von Gewalt in der heiligen Stadt erlaubte. Erst nach langwierigen Kämpfen gelang es nach mehr als zwei Wochen, die letzten noch lebenden Aufständischen, darunter Dschuhaimān al-ʿUtaibī, zur Aufgabe zu zwingen. Der angebliche Mahdi wurde schon am dritten Tag durch eine Granate getötet. Besonders verlustreich waren die Kämpfe in den labyrinthischen Kellerräumen der Moschee, bei denen Tränengas zum Einsatz kam und an denen eine Antiterroreinheit der französischen Gendarmerie GIGN teilnahm. Dass der saudische König „Nicht-Muslime“ in die heilige Stadt Mekka gerufen hatte, war für das Empfinden vieler Muslime eine nicht wiedergutzumachende Schande, auch wenn nachträglich behauptet wurde, die französischen Gendarmen seien noch vor ihrem Einsatz zum Islam konvertiert.
Die Besetzung forderte nach offiziellen Zahlen 330 Todesopfer unter den Geiselnehmern, den Geiseln und den Sicherheitskräften; andere Schätzungen sprechen sogar von tausend Opfern. 63 Aufständische, darunter al-ʿUtaibī, wurden am 9. Januar 1980 in einer Massenexekution in acht Städten Saudi-Arabiens enthauptet.

## Nachwirkungen
Am 21. November verbreitete ein pakistanischer Rundfunksender ein Gerücht, das zuvor von sowjetischen Agenten gestreut wurde, nach dem die Vereinigten Staaten für die Besetzung der Großen Moschee verantwortlich seien. Wütende Studentengruppen stürmten daraufhin die US-amerikanische Botschaft in Islamabad und setzten sie in Brand. Zwei US-Bürger und zwei pakistanische Angestellte der Botschaft kamen dabei ums Leben. Der iranische Revolutionsführer Ajatollah Chomeini äußerte in einer Radiobotschaft die Vermutung, dass US-Amerikaner für die Besetzung verantwortlich seien. Weitere antiamerikanische Proteste gab es auf den Philippinen, in der Türkei, in Bangladesch, in anderen Städten Saudi-Arabiens, in den Vereinigten Arabischen Emiraten und in Libyen.
Das saudische Königshaus, das seine Herrschaft bereits seit den 1960er Jahren verstärkt religiös legitimiert hatte, um sowohl dem arabischen Nationalismus Nassers als auch dem Kommunismus ideologisch etwas entgegenzusetzen, intensivierte infolge des Terrorakts seine Religionspolitik zusätzlich. Religiöse Vorschriften der Scharia wurden verschärft und strenger kontrolliert, islamische Prediger und Religionsgelehrte gewannen zunehmend an Einfluss. Letztere sollen für ihre Fatwa Milliarden gefordert und erhalten haben, um damit die wahhabitische Missionierung im Ausland zu intensivieren. Diese Bemühungen wurden später zur Grundlage für die Radikalisierung der Muslime in einigen Nachbarländern.
Der Nahost-Korrespondent von Die Zeit, Martin Gehlen, beurteilt 2017 die Wirkung so:

„Das dreijährige „Kalifat“ des IS führte im sunnitisch-arabischen Islam mit Saudi-Arabien an der Spitze zu einer weitreichenden Selbstzerstörung. Das ideologische Gift für diesen historischen Niedergang wurde ausgerechnet in der Heimat Mohammeds angerührt, als das saudische Königshaus nach der Entweihung durch die Besetzung der Großen Moschee 1979 den einheimischen wahhabitischen Fundamentalisten freie Hand versprach. Von Marokko bis Jemen, von Pakistan bis Indonesien bekämpften ihre Missionare fortan die eingesessene, vor Ort verwurzelte Religiosität als „verdorben“ und „unislamisch“, und die Ölmilliarden vom Hofe Al-Saud sorgten dafür, dass diese aggressive Intoleranz bis in jeden Winkel der Erde getragen wurde.“

Ein Beispiel dafür ist die aktive Unterstützung, die die Saudis islamistischen Kämpfern im Krieg gegen die Sowjetische Intervention in Afghanistan gewährten. Das Königshaus konnte sich damit als treuer Verbündeter des Westens präsentieren und entledigte sich zugleich der radikalsten Islamisten im eigenen Land, indem es sie nach Afghanistan ziehen ließ. Zu ihnen gehörte auch Osama bin Laden, für den die Besetzung der Großen Moschee ein prägendes Erlebnis gewesen sein soll.
Die Südwest-Presse urteilte 2015 über das Ereignis: Im Westen ist das Datum vergessen, für die Welt des arabischen Islams aber war der 20. November 1979 ein Einschnitt mit katastrophalen Folgen. Mit ihr begann, wie es Navid Kermani bei seiner Friedenspreisrede formulierte, ein Krieg des Islams gegen sich selbst, der fast vollständige Bruch mit seiner Tradition, der Verlust des kulturellen Gedächtnisses, seine zivilisatorische Amnesie. Der multiethnische, multireligiöse und multikulturelle Orient ist damals untergegangen, meint Kermani, der Orient, „den ich in seinen großartigen literarischen Zeugnissen aus dem Mittelalter studiert und während langer Aufenthalte in Kairo und Beirut, als Kind während der Sommerferien in Isfahan, als eine zwar bedrohte, niemals heile, aber doch quicklebendige Wirklichkeit lieben gelernt hatte.“

## Archäologischer Fund
Während der Gefechte wurde bei der Explosion einer Bombe der Boden der Kaaba aufgerissen. Darunter kamen mehrere vorislamische Idole zum Vorschein, die die saudischen Behörden schnell beseitigten. Über ihren Verbleib ist nichts bekannt.

## Dokumentarfilme
- Mekka 1979 – Urknall des Terrors? Produktion: Arte/Das Erste. 2018. Regie: Dirk van den Berg.[19][20]